# Salas de los Infantes (kommunhuvudort)
Salas de los Infantes är en kommunhuvudort i Spanien.   Den ligger i provinsen Provincia de Burgos och regionen Kastilien och Leon, i den centrala delen av landet, 180 km norr om huvudstaden Madrid. Salas de los Infantes ligger 956 meter över havet och antalet invånare är 2 072.
Terrängen runt Salas de los Infantes är varierad. Salas de los Infantes ligger nere i en dal. Runt Salas de los Infantes är det mycket glesbefolkat, med 5 invånare per kvadratkilometer. Salas de los Infantes är det största samhället i trakten. Trakten runt Salas de los Infantes består i huvudsak av gräsmarker.